# 蚊爪駅
蚊爪駅（かがつめえき）は、石川県金沢市蚊爪町にある北陸鉄道浅野川線の駅である。駅番号はA10。

## 歴史
- 1925年（大正14年）5月10日：浅野川電気鉄道の蚊爪駅として開業[2]。

- 1945年（昭和20年）10月1日：北陸鉄道が浅野川電気鉄道を合併したことに伴い、同社の浅野川線の駅となる[3]。
- 1974年（昭和49年）11月26日：交換設備が撤去され1面1線となる。同時に無人化。

## 駅構造
単式ホーム1面1線をもつ地上駅で、1996年の8000系車両入線に合わせて踏切を挟んだ反対側の現在地に移設され、急曲線が解消されている。旧駅時代には交換設備を有していたが、1974年（昭和49年）に撤去されている。無人駅。

## 利用状況
1日の平均乗降人員は以下の通りである。
| 乗降人員推移 | 乗降人員推移 |
| 年度         | 1日平均人数  |
| ------------ | ------------ |
| 2011年       | 289          |
| 2012年       | 307          |
| 2013年       | 339          |
| 2014年       | 322          |
| 2015年       | 343          |
| 2016年       | 333          |
| 2017年       | 361          |
| 2018年       | 344          |

## 駅周辺
- 浅野川

## 隣の駅
北陸鉄道
■浅野川線
北間駅 (A09) - 蚊爪駅 (A10) - 粟ヶ崎駅 (A11)